# Buffalo Bills 2020
La stagione 2020 dei Buffalo Bills è stata la 61ª della franchigia, la 51ª nella National Football League e la quarta con Sean McDermott come capo-allenatore. Dopo avere acquisito giocatori come Stefon Diggs, Mario Addison e A.J. Klein, l'attacco della squadra, guidato dal quarterback Josh Allen, fece un altro passo in avanti, segnando un record di franchgia di 501 punti, guidando i Bills a 13 vittorie nella stagione regolare e alla prima vittoria nei playoff nel XXI secolo. Inoltre il club vinse il suo primo titolo di division dal 1995, diventando la seconda squadra, dopo i Miami Dolphins del 2008, a vincere la division oltre ai New England Patriots dal 2002. Non solo la squadra batté i Patriots in entrambi gli scontri per la prima volta dal 1999, ma vinse tutte le gare contro avversari di division per la prima volta nella sua storia. 
I Bills nel primo turno di playoff batterono gli Indianapolis Colts per 27–24, la loro prima vittoria nella post-season dal 1995. Dopo di ciò sconfissero i Baltimore Ravens 17–3 nel Divisional Round, qualificandosi per la prima finale di conference dal 1993, dove affrontarono i Kansas City Chiefs campioni in carica. I Bills persero per 38–24.

## Scelte nel Draft 2020
| Scelte dei Bills nel Draft 2020 |        |                                   |                                   |                                   |
| Giro                            | Scelta | Giocatore                         | Ruolo                             | College                           |
| 1                               | 22     | Scambiata con i Minnesota Vikings | Scambiata con i Minnesota Vikings | Scambiata con i Minnesota Vikings |
| 2                               | 54     | A.J. Epenesa                      | DE                                | Iowa                              |
| 3                               | 86     | Zack Moss                         | RB                                | Utah                              |
| 4                               | 128    | Gabriel Davis                     | WR                                | UCF                               |
| 5                               | 155    | Scambiata con i Minnesota Vikings | Scambiata con i Minnesota Vikings | Scambiata con i Minnesota Vikings |
| 5                               | 167    | Jake Fromm                        | QB                                | Georgia                           |
| 6                               | 188    | Tyler Bass                        | K                                 | Georgia Southern                  |
| 6                               | 201    | Isaiah Hodgins                    | WR                                | Oregon State                      |
| 6                               | 207    | Scambiata con i Minnesota Vikings | Scambiata con i Minnesota Vikings | Scambiata con i Minnesota Vikings |
| 7                               | 236    | Scambiata con i Cleveland Browns  | Scambiata con i Cleveland Browns  | Scambiata con i Cleveland Browns  |
| 7                               | 239    | Dane Jackson                      | CB                                | Pittsburgh                        |

## Staff
| Staff dei Buffalo Bills nel 2020 |
| --- |
| Organi dirigenziali - Proprietario/CEO – Terry Pegula - Proprietaria/Presidente – Kim Pegula - General Manager – Brandon Beane - Assistente General Manager – Joe Schoen - Direttore del personale – Dan Morgan - Direttore degli osservatori – Terrance Gray - Senior VP of Football Administration – Jim Overdorf - Assistente al direttore degli osservatori – Lake Dawson - Direttore del personale – Malik Boyd - Direttore amministrativo - Kevin Meganck - Direttore delle operazioni del football - Brendan Rowe Capo allenatore - Sean McDermott - Assistente – Matt Worswick Altri allenatori - Preparatore atletico – Eric Ciano - Assistente p.a. – Hal Luther - Assistente p.a. – Jason Oszvart - Assistente p.a. – Mark Loecher - Assistente p.a. - Will Greenberg Allenatori dell'attacco - Coordinatore offensivo – Brian Daboll - Quarterback – Ken Dorsey - Running Back – Kelly Skipper - Wide Receiver – Chad Hall - Tight End – Rob Boras - Offensive Line – Bobby Johnson - Assistente Offensive Line - Terry Heffernan - Assistente – Shea Tierney - Assistente - Ryan Wendell - Controllo qualità – Marc Lubick Allenatori della difesa - Coordinatore difensivo – Leslie Frazier - Defensive Line – Bill Teerlinck - Assistente Defensive Line – Aaron Whitecotton - Linebacker – Bob Babich - Defensive Back – John Butler - Safety – Bobby Babich - Assistente – Jim Salgado - Controllo qualità – John Egorugwu Allenatori dello special team - Special Team – Danny Crossman - Assistente Special Team – Matt Smiley |

## Roster
| Roster dei Buffalo Bills nel 2020 |
| --- |
| Quarterback - 17 Josh Allen - 5 Matt Barkley - 10 Jake Fromm Running Back - 25 Taiwan Jones - 20 Zack Moss - 26 Devin Singletary - 22 T.J. Yeldon Wide Receiver - 11 Cole Beasley - 15 John Brown - 13 Gabriel Davis - 14 Stefon Diggs - 19 Isaiah McKenzie - 18 Andre Roberts RS Tight End - 86 Reggie Gilliam - 88 Dawson Knox - 81 Tyler Kroft - 85 Lee Smith Offensive Linemen - 71 Ryan Bates T - 65 Ike Boettger G - 73 Dion Dawkins T - 70 Cody Ford T - 60 Mitch Morse C - 67 Quinton Spain G - 77 Ty Nsekhe T - 75 Daryl Williams T - 63 Brian Winters G Defensive Linemen - 97 Mario Addison DE - 94 Vernon Butler DT - 57 A.J. Epenesa DE - 55 Jerry Hughes DE - 90 Quinton Jefferson DE - 92 Darryl Johnson DE - 93 Trent Murphy DE - 91 Ed Oliver DT - 99 Harrison Phillips DT Linebacker - 53 Tyrel Dodson LB - 49 Tremaine Edmunds MLB - 54 A.J. Klein OLB - 44 Tyler Matakevich MLB - 58 Matt Milano OLB - 43 Del'Shawn Phillips LB Defensive Back - 23 Micah Hyde SS - 46 Jaquan Johnson FS - 24 Taron Johnson CB - 31 Dean Marlowe SS - 33 Siran Neal CB - 29 Josh Norman CB - 21 Jordan Poyer FS - 39 Levi Wallace CB - 27 Tre'Davious White CB Special Team - 2 Tyler Bass K - 9 Corey Bojorquez P - 69 Reid Ferguson LS Lista delle riserve - 42 Patrick DiMarco FB (IR) - 76 Jon Feliciano G (IR) - 28 E.J. Gaines CB (Opt-out) - 87 Isaiah Hodgins WR (IR) - 89 Tommy Sweeney - 98 Star Lotulelei DT (Opt-out) Squadra di allenamento - 72 Trey Adams T - 84 Nate Becker TE - 64 Evan Boehm C - 51 Bryan Cox Jr. DE - 80 Jason Croom TE - 30 Dane Jackson CB - 47 Cam Lewis CB - 56 Mike Love DE - 62 Victor Salako T - -- Andre Smith LB - 36 Josh Thomas S - 45 Christian Wade RB (Exempt) - 79 Brandon Walton T - 5 Davis Webb QB - 35 Antonio Williams RB - 82 Duke Williams WR - 61 Justin Zimmer DT 53 attivi, 5 inattivi, 17 nella squadra di allenamento |
| Legenda - I rookie sono in corsivo. - Il primo ruolo è il principale mentre gli eventuali successivi indicano i ruoli secondari. - (IR) sta per Injured Reserve ed indica la lista ristretta per un solo giocatore infortunato che può tornare ad allenarsi dopo la settimana 6 e a rientrare in prima squadra dopo che questa ha giocato 8 partite. - (NF-Inj.) / (NF-Ill.) stanno rispettivamente per Non-Football Injured e Non-Football Illness ed indicano le liste dove viene inserito un giocatore che ha un infortunio o una malattia non dipendente dal football americano. - (PUP) sta per Physically Unable to Perform ed indica la lista dove viene inserito un giocatore mentre è in attesa di recuperare la condizione fisica. Nella stagione regolare dopo la sesta partita giocata dalla propria squadra, il giocatore ha tempo tre settimane per riprendere ad allenarsi, più tre settimane aggiuntive dal suo rientro agli allenamenti per rientrare in prima squadra. |

## Calendario

### Pre-stagione
Il calendario della fase prestagionale è stato annunciato il 7 maggio 2020. Tuttavia, il 27 luglio 2020, il commissioner della NFL Roger Goodell ha annunciato la cancellazione totale della prestagione, a causa della pandemia di Covid-19.

### Stagione regolare
| Stagione regolare |                    |                         |                    |                    |                            |                    |
| Turno             | Data               | Avversario              | Risultato          | Record             | Stadio                     | Sintesi            |
| 1                 | 13 settembre       | New York Jets           | V 27–17            | 1–0                | Bills Stadium              | Recap              |
| 2                 | 20 settembre       | at Miami Dolphins       | V 31–28            | 2–0                | Hard Rock Stadium          | Recap              |
| 3                 | 27 settembre       | Los Angeles Rams        | V 35–32            | 3–0                | Bills Stadium              | Recap              |
| 4                 | 4 ottobre          | at Las Vegas Raiders    | V 30–23            | 4–0                | Allegiant Stadium          | Recap              |
| 5                 | 13 ottobre         | at Tennessee Titans     | S 16–42            | 4–1                | Nissan Stadium             | Recap              |
| 6                 | 19 ottobre         | Kansas City Chiefs      | S 17–26            | 4–2                | Bills Stadium              | Recap              |
| 7                 | 25 ottobre         | at New York Jets        | V 18–10            | 5–2                | MetLife Stadium            | Recap              |
| 8                 | 1º novembre        | New England Patriots    | V 24–21            | 6–2                | Bills Stadium              | Recap              |
| 9                 | 8 novembre         | Seattle Seahawks        | V 44–34            | 7–2                | Bills Stadium              | Recap              |
| 10                | 15 novembre        | at Arizona Cardinals    | S 30–32            | 7–3                | State Farm Stadium         | Recap              |
| 11                | Settimana di pausa | Settimana di pausa      | Settimana di pausa | Settimana di pausa | Settimana di pausa         | Settimana di pausa |
| 12                | 29 novembre        | Los Angeles Chargers    | V 27–17            | 8–3                | Bills Stadium              | Recap              |
| 13                | 7 dicembre         | at San Francisco 49ers  | V 34–24            | 9–3                | State Farm Stadium         | Recap              |
| 14                | 13 dicembre        | Pittsburgh Steelers     | V 26–15            | 10–3               | Bills Stadium              | Recap              |
| 15                | 19 dicembre        | at Denver Broncos       | V 48–19            | 11–3               | Empower Field at Mile High | Recap              |
| 16                | 28 dicembre        | at New England Patriots | V 38–9             | 12–3               | Gillette Stadium           | Recap              |
| 17                | 3 gennaio          | Miami Dolphins          | V 56–26            | 13–3               | Bills Stadium              | Recap              |

Nota: gli avversari della propria division sono in grassetto.

### Playoff
| Playoff          |                 |                           |           |        |                   |         |
| Turno            | Data            | Avversario                | Risultato | Record | Stadio            | Sintesi |
| Wild Card        | 9 gennaio 2021  | Indianapolis Colts (7)    | V 27–24   | 1–0    | Bills Stadium     | Recap   |
| Divisional       | 16 gennaio 2021 | Baltimore Ravens (5)      | V 17–3    | 2–0    | Bills Stadium     | Recap   |
| AFC Championship | 24 gennaio 2021 | at Kansas City Chiefs (1) | S 24–38   | 2–1    | Arrowhead Stadium | Recap   |

## Premi

### Premi settimanali e mensili
- Josh Allen:

giocatore offensivo della AFC della settimana 2
quarterback della settimana 2
giocatore offensivo della AFC del mese di settembre
giocatore offensivo della AFC della settimana 9
quarterback della settimana 9
giocatore offensivo della AFC della settimana 13
giocatore offensivo della AFC della settimana 15
quarterback della settimana 15
giocatore offensivo della AFC del mese di dicembre
- Jerry Hughes:

difensore della AFC della settimana 7
- A.J. Klein:

difensore della AFC della settimana 12
- Stefon Diggs:

giocatore offensivo della AFC della settimana 16